# Rosário Fusco
Rosário Fusco (São Geraldo, 19 de julho de 1910 — Cataguases, 17 de agosto de 1977) foi um romancista, poeta, dramaturgo, jornalista, crítico literário e advogado brasileiro. É reconhecido pela crítica como o menino-prodígio do Modernismo brasileiro, um verdadeiro precursor do supra-realismo literário.

## Biografia
Filho do comerciante italiano Rosario Fusco e da brasileira Auta de Sousa Guerra, fica órfão de pai aos seis meses de vida, quando muda-se com sua mãe para Cataguases, Minas Gerais, onde mora seu avô materno. Estuda na Escola Maternal Nossa Senhora do Carmo, conclui o primário no Grupo Escolar Coronel Vieira e faz o secundário no Ginásio Municipal de Cataguases. 
Ao mesmo tempo em que se dedica aos estudos, para ajudar a mãe lavadeira, trabalha em diversos ofícios, tais como: servente de pedreiro, pintor de tabuletas de cinema, aprendiz de latoeiro, lavador de vidros, prático de farmácia, auxiliar de correntista numa casa bancária e professor de desenho do ginásio em que estuda.
Aos 15 anos, ainda no secundário, frequenta as sessões do Grêmio Literário Machado de Assis e participa da fundação do Grupo Verde, responsável pelo lançamento da Verde, importante publicação literária modernista editada entre 1927 e 1929, que contou com a colaboração de poetas, escritores e ilustradores modernistas do Brasil, com os quais mantem intensa correspondência, e de outros países.
Neste período, publica igualmente seus poemas no Jornal Mercúrio, da Associação Comercial de Cataguases, dirigido por Guilhermino César, companheiro na Verde, e logo depois em dois outros periódicos menores, Boina e Jazz-Band.
Em 1932, muda-se para o Rio de Janeiro, onde conclui, em 1937, o curso de Direito na Universidade do Brasil, atual Universidade Federal do Rio de Janeiro (UFRJ), e realiza intensa atividade na imprensa como crítico e jornalista. 
Nessa época trabalha também como publicitário, cronista de rádio, redator-chefe da revista A Cigarra, crítico literário do Diário de Notícias do Rio de Janeiro, secretário da Universidade do Distrito Federal e procurador do ex-estado de Guanabara, cargo em que se aposenta. 
De 1941 a 1943, dirige, ao lado de Almir de Andrade, a publicação Cultura Política - Revista de Estudos Brasileiros, financiada pelo Departamento de Imprensa e Propaganda (DIP), órgão de censura e propaganda instituído pelo presidente Getúlio Vargas no Estado Novo. 
Depois de trabalhar, durante a década de 1940, como adido da Embaixada do Brasil em Santiago, Chile, candidata-se, sem sucesso, ao cargo de deputado federal pelo Estado do Rio de Janeiro.
Por volta de 1960, muda-se para Nova Friburgo, onde permanece até 1968. Retorna a Cataguases, com a sua quarta e última esposa, Annie Noëlle Françoise Petitjean, unidos desde 1956, e o sexto filho, Rosário François, onde vem a falecer em 1977. 

## Crítica literária
Lá se foi o velho Rosário Fusco, escrevia o cronista José Carlos Oliveira no Jornal do Brasil de 21 de agosto de 1977, quatro dias após a morte do romancista em Cataguases: Um gigante voraz, andarilho infatigável que viveu (vivenciou, se preferirem) a aventura antropofágica proposta pelos modernistas. Cosmopolita, para onde quer que fosse levava um coração provinciano. Teria que terminar em Cataguases, misteriosa cidade com vocação de radioamador - dentro das casas, nos bares, na praça, na modorra da roça é apenas uma prevenção; na verdade, Cataguases está em febril contato com o mundo, é pioneira em cinema, em literatura, em arquitetura.
Rosário Fusco é um autor que fica por muito tempo associado quase exclusivamente à Revista Verde - um vulcão que escrevia, ilustrava, diagramava, mandava (e recebia) cartas para todo mundo - e à relação desta com o modernismo brasileiro. Deixou dezenas de correspondências com expoentes da literatura brasileira, especialmente Mário e Oswald de Andrade, dezenas de diários e dois romances e um livro de poesia erótica e de viagens.
Seu livro de poesias, Fruta do Conde, de 1929, surge com poemas compostos em versos livres com atenção aos temas locais com forte influência do modernismo.
Em 1940, escreve o romance O Agressor, sua obra de maior repercussão, considerado pelo crítico literário Antonio Candido um raro exemplo de romance surrealista no Brasil. O hermetismo e a estranheza de O Agressor se dão, em grande medida, pelo descompasso que existe entre a percepção do personagem principal, David, e a realidade que não a confirma. O título do livro deixa em certa suspensão a questão de quem é o agressor já que David aparece como vítima, como alguém que parece estar sendo perseguido. Essa posição do personagem no romance é dada ao leitor por sua própria percepção, que vai sendo minuciosamente alterada ao longo da narrativa até o seu desfecho.
Anos mais tarde, O agressor teve os direitos de filmagem adquiridos pelo cineasta Orson Welles, que os adquiriu após ler a obra traduzida no italiano. Apesar do cineasta ter cogitado levar David, o personagem paranoico, às telas do cinema, a ideia nunca foi concretizada. 
O autor possui, ainda, alguns romances e peças que praticamente desapareceram das principais bibliotecas do país. Ao morrer, também deixou muitos textos inéditos, como Um Jaburu na Torre Eiffel (livro de viagens), Erótica Menor (poesia) e o romance Vacachuvamor (1965). No entanto, em 2000 e 2003, respectivamente, dois de seus romances, O Agressor e a.s.a. associação dos solitários anônimos (1966), são lançados no mercado editorial - pouca coisa dentro de uma produção de tamanha amplidão e diversidade.